# Wolfgang Weynen
Wolfgang Weynen (* 5. Juli 1913 in Nilvingen in Lothringen; † 17. September 1994 in Hamburg) war langjähriger Vorsitzender der Geschäftsführung der Deutschen Presseagentur.

## Leben
Wolfgang Weynen erlangte 1933 das Abitur am Gymnasium in Riesa. Anschließend studierte er an den Universitäten Bonn, Königsberg und Leipzig Rechtswissenschaften und Betriebswirtschaft. 1934 wurde er Mitglied des Corps Rhenania Bonn. 1937 wurde er Referendar. 1938 wurde er von der Universität Leipzig zum Dr. jur. promoviert. 1939 erlangte er den akademischen Grad eines Diplom-Kaufmanns. Im gleichen Jahr wurde er Mitarbeiter der Mitteldeutsche Stahlwerke AG in Riesa und der Junkers-Flugzeug- und Motoren-Werke AG in Dessau. Am Zweiten Weltkrieg nahm er als Oberleutnant der Reserve teil.

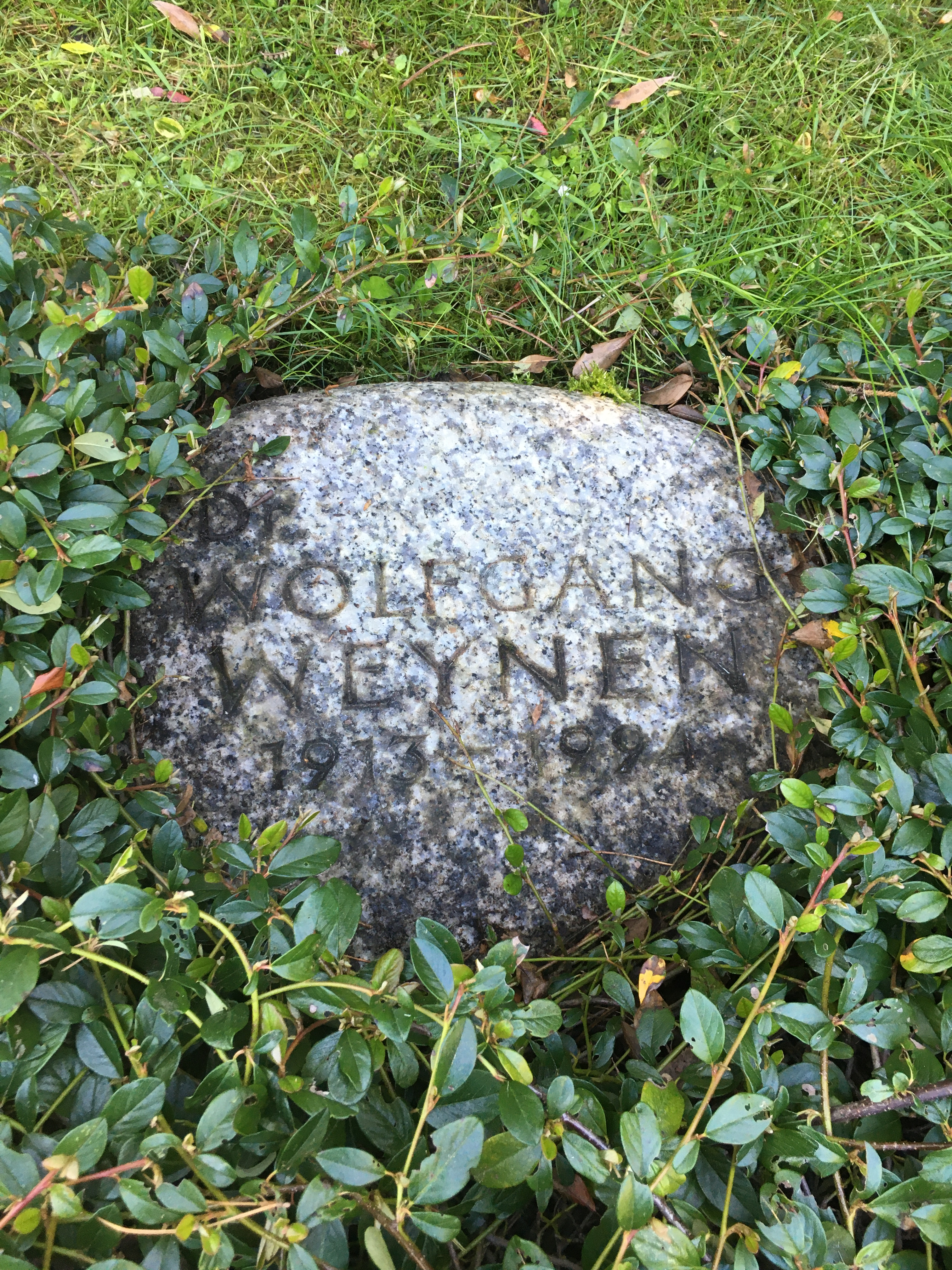
Grabstätte auf dem Friedhof Ohlsdorf

Nach Kriegsende wurde Weynen 1946 Justiziar und 1950 Hauptgeschäftsführer der Industrie- und Handelskammer Wiesbaden. Zum 1. Oktober 1955 wurde er – als Nachfolger von Max Freiherr Besserer von Thalfingen – zum Vorsitzer der Geschäftsführung der Deutschen Presseagentur GmbH (dpa) in Hamburg berufen. Die Position hatte er bis zu seiner Pensionierung inne. Auf seiner USA-Reise im Herbst 1963 wurde Weynen am 6. Oktober in Washington von US-Präsident John F. Kennedy empfangen. Weynen baute die Zusammenarbeit mit anderen Nachrichtenagenturen aus. Hierzu gehörten Vertragsabschlüsse 1965 mit der Central News Agency of China (CNA) in Taiwan und 1974 mit der staatlichen Nachrichtenagentur der DDR Allgemeiner Deutscher Nachrichtendienst (ADN) über den Austausch von Nachrichten.
1958 wurde Weynen zum Vizepräsidenten der neu gegründeten Europäischen Vereinigung der Presseagenturen gewählt. Seit 1965 war er Mitglied und seit 1968 Präsident des International Press Telecommunications Council in London. 1978 wurde er in Brüssel zum Präsidenten des Aktions- und Verbindungsausschusses des CITP gewählt.
Weynen gehörte von 1951 bis 1955 als FDP-Mitglied der Stadtverordnetenversammlung Wiesbaden an. Er kandidierte 1954 für den Hessischen Landtag, verfehlte jedoch mit Listenplatz 35 bei 21 gewonnenen Mandaten der FDP den Einzug ins Parlament.
Wolfgang Weynen wurde auf dem Friedhof Ohlsdorf beigesetzt. Die Grabstätte liegt im Planquadrat Q 29 nordöstlich von Kapelle 10.

## Schriften
- Die Arbeitszeitregelung in kontinuierlichen Betrieben, Gerhard, Leipzig, 1938 (Dissertation)
- Hrsg. mit Wilhelm Tolmé Runge: Nachrichtentechnik und Weltpresse. Elektronik im Jahre zweitausend, Bundesverband Deutscher Zeitungsverleger, Bonn, 1968